# Iszfahán
Iszfahán (اصفهان) Irán harmadik legnagyobb városa, Iszfahán tartomány székhelye. Népessége hozzávetőleg 1,5 millió fő.

## Története
Iszfahán alapításának ideje nem ismert. Aspandana néven Elám városa volt. Nevét a régies aszpahan (magyarul: katonai tábor) elnevezésből származtatják.
Az i. sz. 3. évszázadában a pártusok birodalmának fővárosa volt.
A város a 7–8. században arab uralom alatt volt. Ekkor fejlődése nem volt számottevő. A 11. században a Szeldzsukoknak köszönhetően fellendült ugyan, de később mégis a mongolok kezére került. 1387-ben pedig Timur Lenk dúlta fel, 1502-ben pedig a Szafavidák hódították vissza.

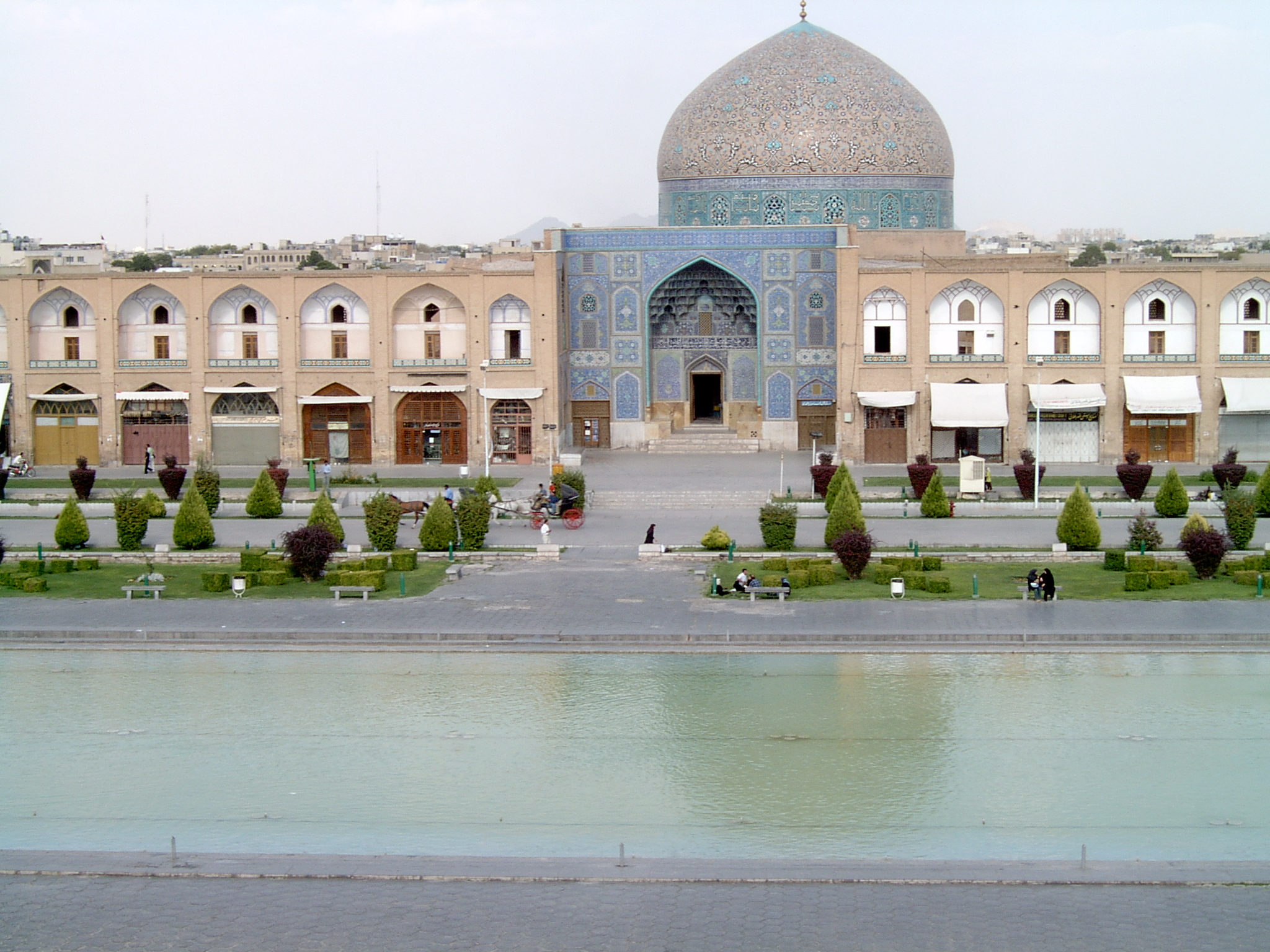
Masdzsidi mecset

A Szászánida uralom során lett belőle jelentős központ. Elfoglalták az Abbászida Kalifátus katonái ugyanúgy, mint a szeldzsukok. Virágkorát I. Abbász (1588–1629) idején élte a 16. században. 1598-ban Abbász sah ide helyezte át udvartartását is. Ekkor épült monumentális főtere, mely szerepel az UNESCO világörökség javaslati listáján is.
Iszfahánnak  régi híres iparművészete (szőnyegszövés, rézművesség, ötvösművészet) van.
A 17. század elején itt Iszfahán Dzsolfa negyedében telepítette le Abbász sah a vallásuk miatt szülőföldjükről az ősi Dzsolfa városából és környékéről elűzött örmény keresztényeket.
Templomaik közül híres az 1655–1664 között épült Megváltó katedrális, mely szerencsés ötvözete a perzsa és európai építészetnek és az 1627-ben épített Betlehem templom. Különlegesség még az örmény temető is. 1862 táján Vámbéry Ármin dervisként járta be Perzsiát. Iszfahánról is megemlékezett írásában.

## Nevezetességei
- Medresze Csahar Bag – a sah anyjáról elnevezett korániskola
- Sah mecset
- Lotfollah-mecset – melyet a síita szentként tisztelt tudós doktorról neveztek el. A mecset az uralkodó magántemplomának épült, csodálatos díszítése különleges élményt jelent.
- Harun Velajat-mauzóleum – a 17. században épült.
- Ali minaretje
- Dzsafar-mecset
- Masdzsidi Dzsomé - helyén Irán történetének hajnalán egy tűztemplom állt, ennek romjaira épült 700 körül az első mecset, melyet a szeldzsukok 1057-ben teljesen átépítettek, a régi vályogtégla helyett Malik sah építészei az átépítésnél már égetett téglát használtak.

- Csehel Dokfaran-minaret
- Nizam-ol-Molk síremléke
- Zadeh Iszmail imám síremléke
- Darb-e Imam mauzóleum

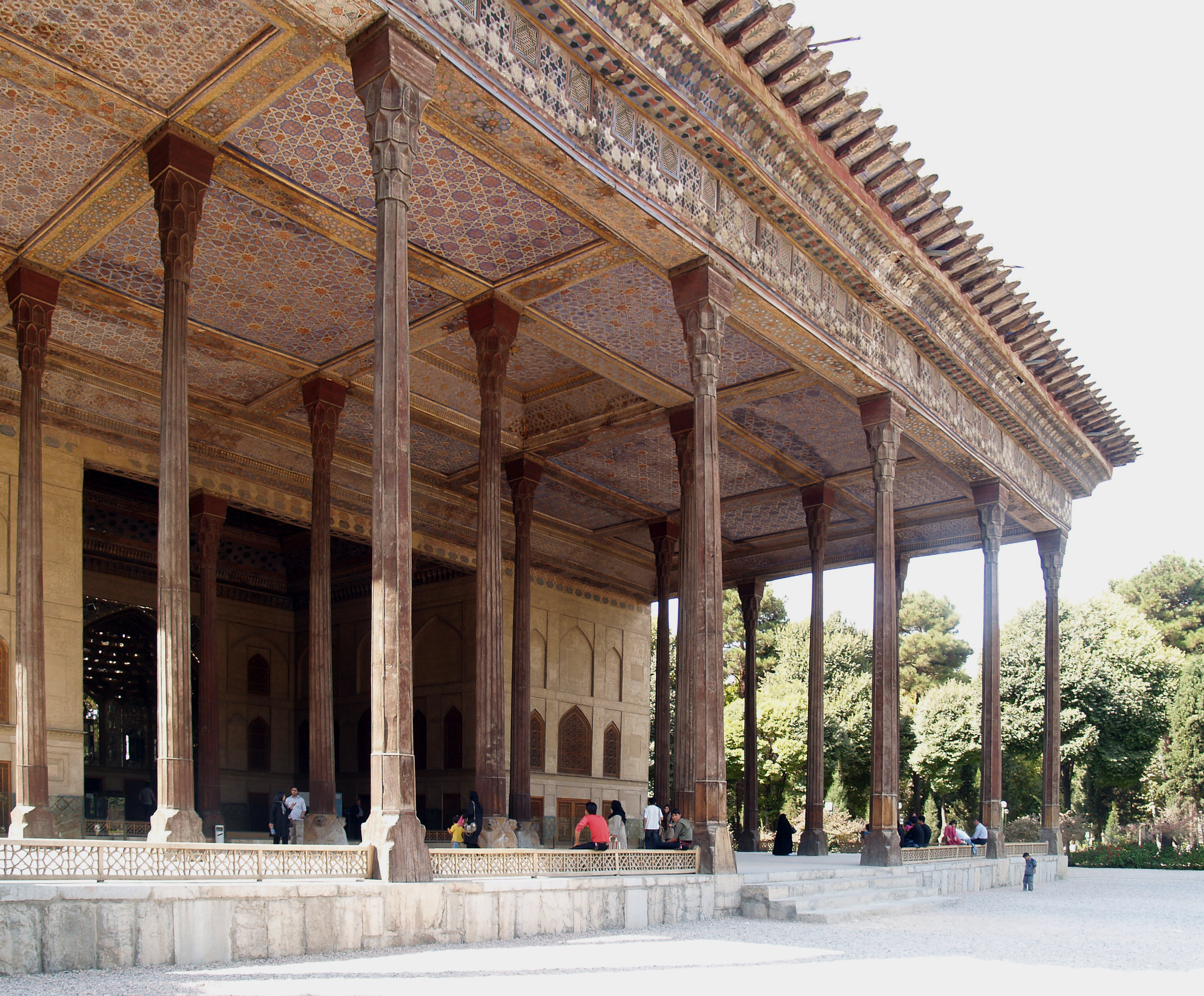
Chenel sutun

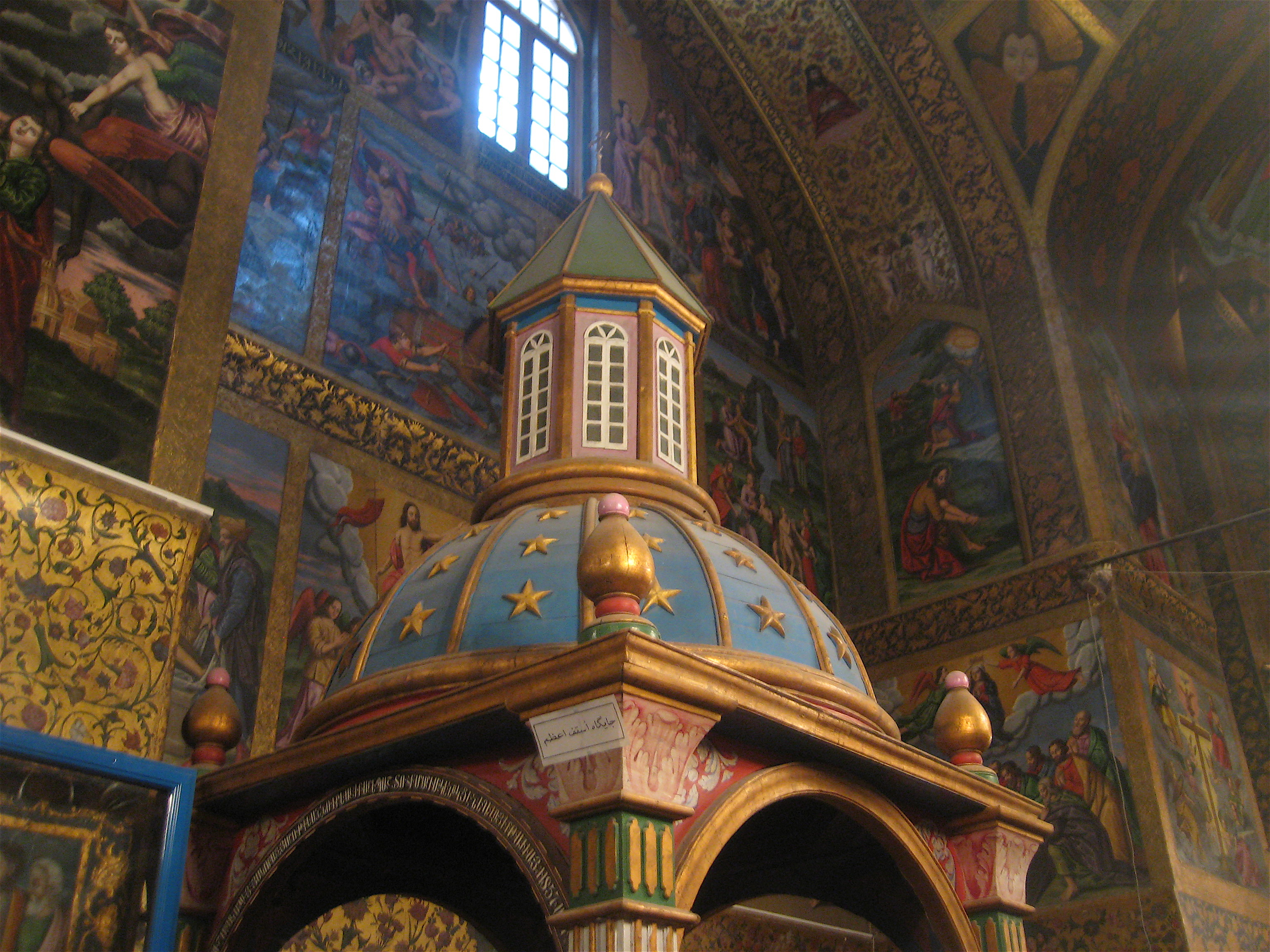
Iszfahán, örmény templom belseje

- Örmény (Dzsolfa) Múzeum -  a 17. században az Irán északi részén levő Dzsolfában letelepedett vallásuk miatt szülőföldjükről elűzött örmény keresztényeket még Abbász sah telepítette ide. Kis múzeumukban a bizánci ihletésű egyházművészeten nevelkedett mestereik munkáit láthatjuk.
- Bazár

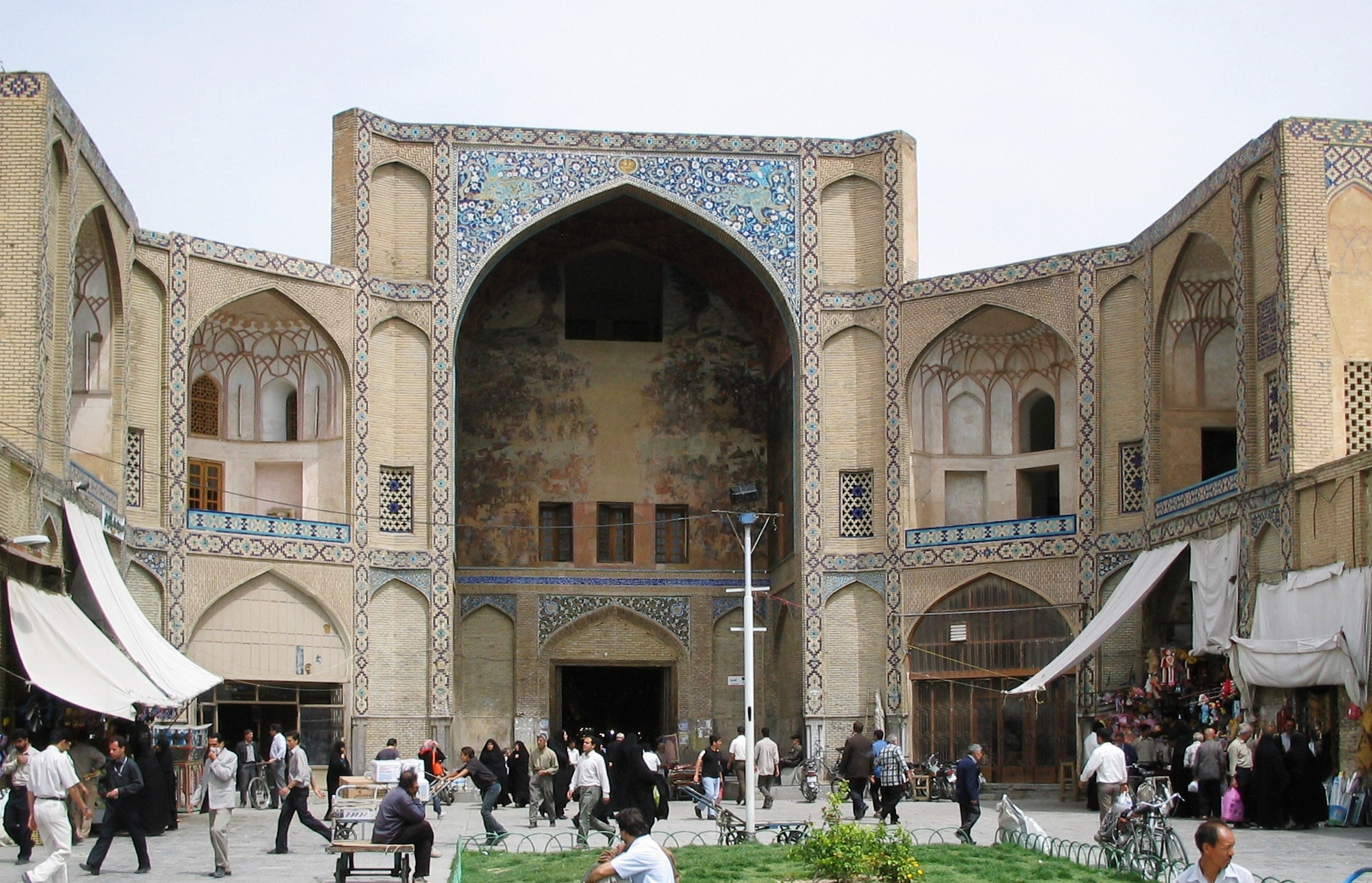
A bazár

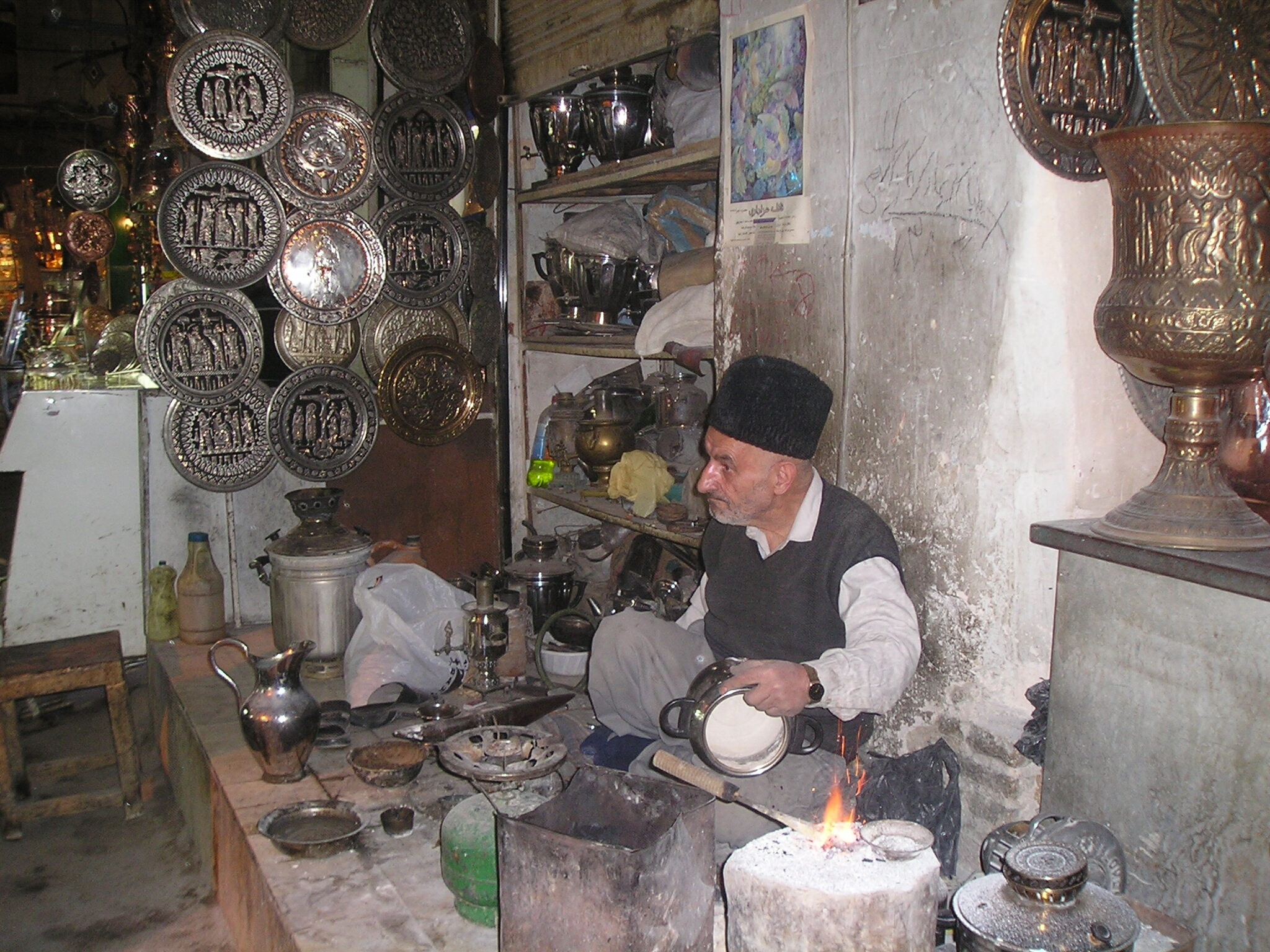
Egy kézműves a bazárból

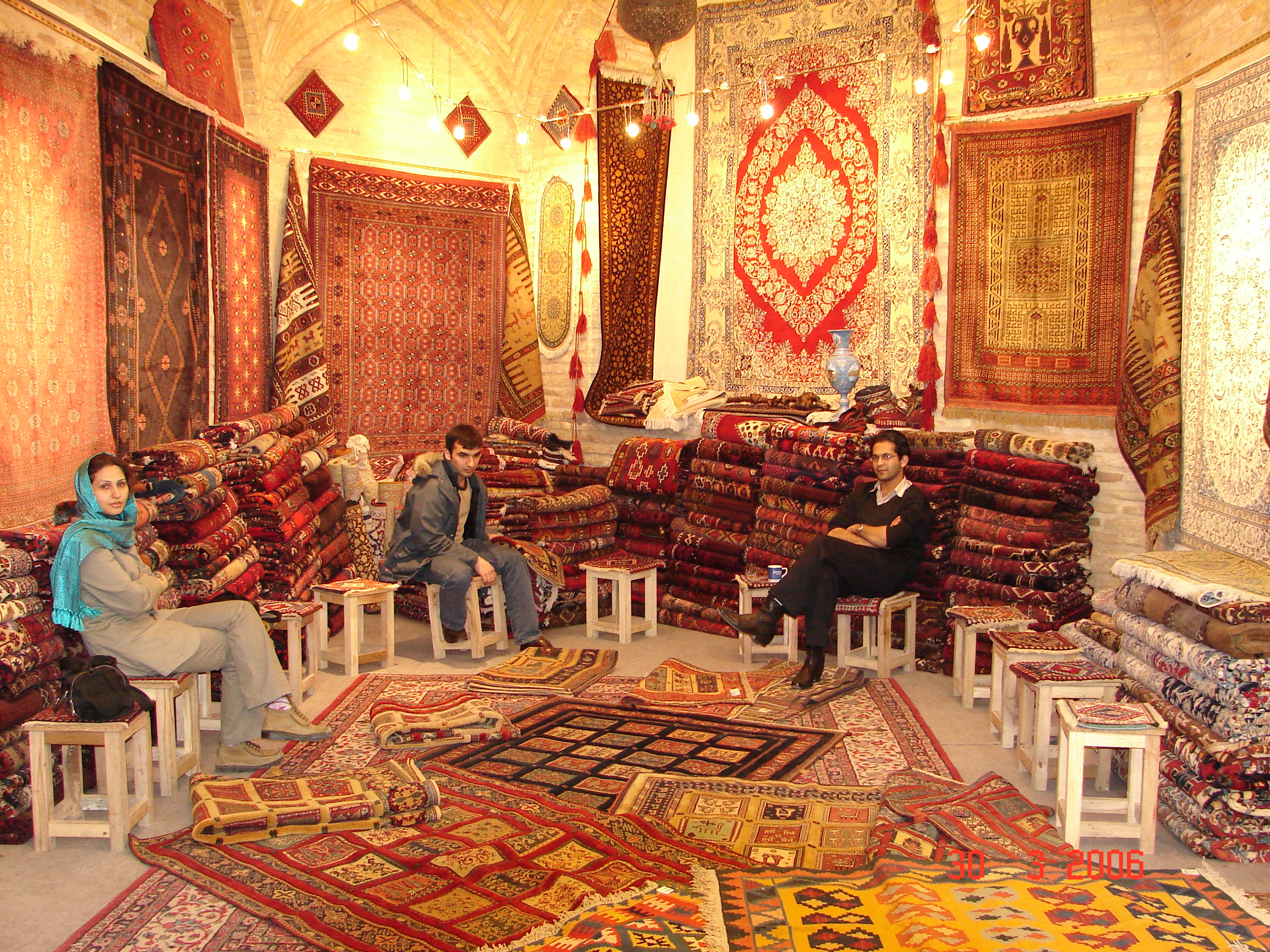
A híres iszfaháni szőnyegek a bazárból

- Megváltó katedrális – 1655–1664 között épült. A katedrális minden részlete szerencsés ötvözete a perzsa és európai építészeti megoldásoknak.
- Betlehem-templom – 1627-ben épült.
- Mejdán Sah – a világ talán legnagyobb tere[forrás?], melynek hosszúsága 512, szélessége 164 méter.[3]

Abbasz sah egy régi lovaspólópályából építtette ki a 17. század elején. A teret díszes épületek veszik körül.

## Közlekedés
A várostól észak-keletre található a település nemzetközi repülőtere.

## Testvértelepülések
- Lahor, Pakisztán 2004[4]